# Liste der Kulturgüter in Amsoldingen
Die Liste der Kulturgüter in Amsoldingen enthält alle Objekte in der Gemeinde Amsoldingen im Kanton Bern, die gemäss der Haager Konvention zum Schutz von Kulturgut bei bewaffneten Konflikten, dem Bundesgesetz vom 20. Juni 2014 über den Schutz der Kulturgüter bei bewaffneten Konflikten sowie der Verordnung vom 29. Oktober 2014 über den Schutz der Kulturgüter bei bewaffneten Konflikten unter Schutz stehen.
Objekte der Kategorie A sind vollständig in der Liste enthalten, Objekte der Kategorie B sind im Gemeindegebiet nicht ausgewiesen, Objekte der Kategorie C fehlen zurzeit (Stand: 14. Januar 2024). Unter übrige Baudenkmäler sind geschützte Objekte zu finden, die im Bauinventar des Kantons Bern als «schützenswert» verzeichnet sind.

## Kulturgüter
| Foto |                                                                                            | Objekt                                                          | Kat. | Typ | Standort                                      | Beschreibung |
| ---- | ------------------------------------------------------------------------------------------ | --------------------------------------------------------------- | ---- | --- | --------------------------------------------- | --- |
| ja   | Datei hochladen · Wikidata zu Ehemalige Stiftskirche St. Mauritius und Schloss (Q98426908) | Ehemalige Stiftskirche St. Mauritius und Schloss KGS-Nr.: 00594 | A    | G   | Chorherrengasse 4 / Schloss 1 610719 / 175119 | Ensemble bestehend aus Kirche und Schloss. Die um das 1000 entstandene dreischiffige Basilika zeigt lombardische Einflüsse und gehört zu den bedeutendsten und besterhaltenen romanischen Landkirchen der Schweiz. Unmittelbar daneben steht das bis ins Mittelalter zurückreichende Schloss, dessen neugotisches Erscheinungsbild im Wesentlichen durch den Umbau im Jahr 1846 geprägt ist. |

## Übrige Baudenkmäler
Hinweis: Anstelle der KGS-Nummer wird als Objekt-Identifikator (ID) die Grundstücksnummer verwendet.
| ID  | Foto |                 | Objekt                                         | Typ | Standort                           | Beschreibung |
| --- | ---- | --------------- | ---------------------------------------------- | --- | ---------------------------------- | ------------ |
| 33  | BW   | Datei hochladen | Pfarrhaus (1670)                               | G   | Chorherrengasse 2a 610766 / 175115 |              |
| 33  | BW   | Datei hochladen | Turmhaus (1. Hälfte 18. Jh.)                   | G   | Chorherrengasse 4b 610746 / 175112 |              |
| 67  | BW   | Datei hochladen | Bauernhaus (Mitte 18. Jh.)                     | G   | Hurschgasse 19 611359 / 174496     |              |
| 109 | BW   | Datei hochladen | Bauernhaus (1776)                              | G   | Eggenweg 15 610453 / 175560        |              |
| 118 | BW   | Datei hochladen | Bauernhaus (1784)                              | G   | Seegässli 14 610105 / 175512       |              |
| 167 | BW   | Datei hochladen | Bauernhaus (Ende 18. Jh.)                      | G   | Obermatt 1 611340 / 174336         |              |
| 203 | BW   | Datei hochladen | Bauernhaus (spätes 18. Jh.)                    | G   | Chorherrengasse 23 610884 / 174964 |              |
| 247 | BW   | Datei hochladen | Ehemaliges Bauernhaus (1. Hälfte 19. Jh.)      | G   | Eggenweg 10 610747 / 175435        |              |
| 307 | BW   | Datei hochladen | Wohnhaus (um 1800)                             | G   | Schlossgut 2 610689 / 175143       |              |
| 307 | BW   | Datei hochladen | Schlossscheune (1847)                          | G   | Schlossgut 3 610647 / 175145       |              |
| 307 | BW   | Datei hochladen | Ehemalige Mühle / Wohnhaus (1. Hälfte 19. Jh.) | G   | Seegässli 1 610698 / 175175        |              |
| 316 | BW   | Datei hochladen | Bauernhaus (18./19. Jh.)                       | G   | Kumm 1 611133 / 174658             |              |
| 526 | BW   | Datei hochladen | Bauernhaus (1775)                              | G   | Sandgrube 5 611310 / 174511        |              |
| 552 | BW   | Datei hochladen | Wohnhaus (um 1850)                             | G   | Seegässli 2 610634 / 175227        |              |
| 616 | BW   | Datei hochladen | Bauernhaus (um 1780)                           | G   | Seegässli 13 610156 / 175611       |              |